# Akhlut
Akhlut (ou kăk-whăn'-û-ghăt kǐg-û-lu'-nǐk) est, dans la mythologie inuite, un animal composite ressemblant à une orque qui prend la forme d'un loup lorsqu'il est sur terre, et est parfois représenté comme un hybride loup-orque,.